# Wade Barrett
Stuart Alexander "Stu" Bennett (sinh ngày 10 tháng 8 năm 1980) là một đô vật người Anh. Anh hiện đã nghỉ đấu vật ở WWE. Anh là cựu thành viên của nhóm The League of Nations (WWE). Anh là người chiến thắng mùa giải NXT đầu tiên, và từng lãnh đạo The Nexus, và đã từng là lãnh đạo của The Corre.

## Sự nghiệp đấu vật

### Ra mắt
Bennett quyết định trở thành một đô vật chuyên nghiệp ở tuổi 21, và được đào tạo bởi Jon Richie và Al Snow. Ông xuất hiện lần đầu đấu vật chuyên nghiệp của mình vào tháng 6 năm 2004, sử dụng tên gọi "Stu Sanders", trong trận đấu 30-Man Battle Royal được tổ chức bởi NWA Hammerlock Wrestling. Sanders thi đấu cho Real Quality Wrestling và sự kiện All Star Wrestling. Anh đã thất bại vào Sheamus O'Shaughnessy vào ngày 24 tháng 3 năm 2007 tại London

## World Wrestling Entertainment

### Vùng lãnh thổ phát triển (2007-2010)

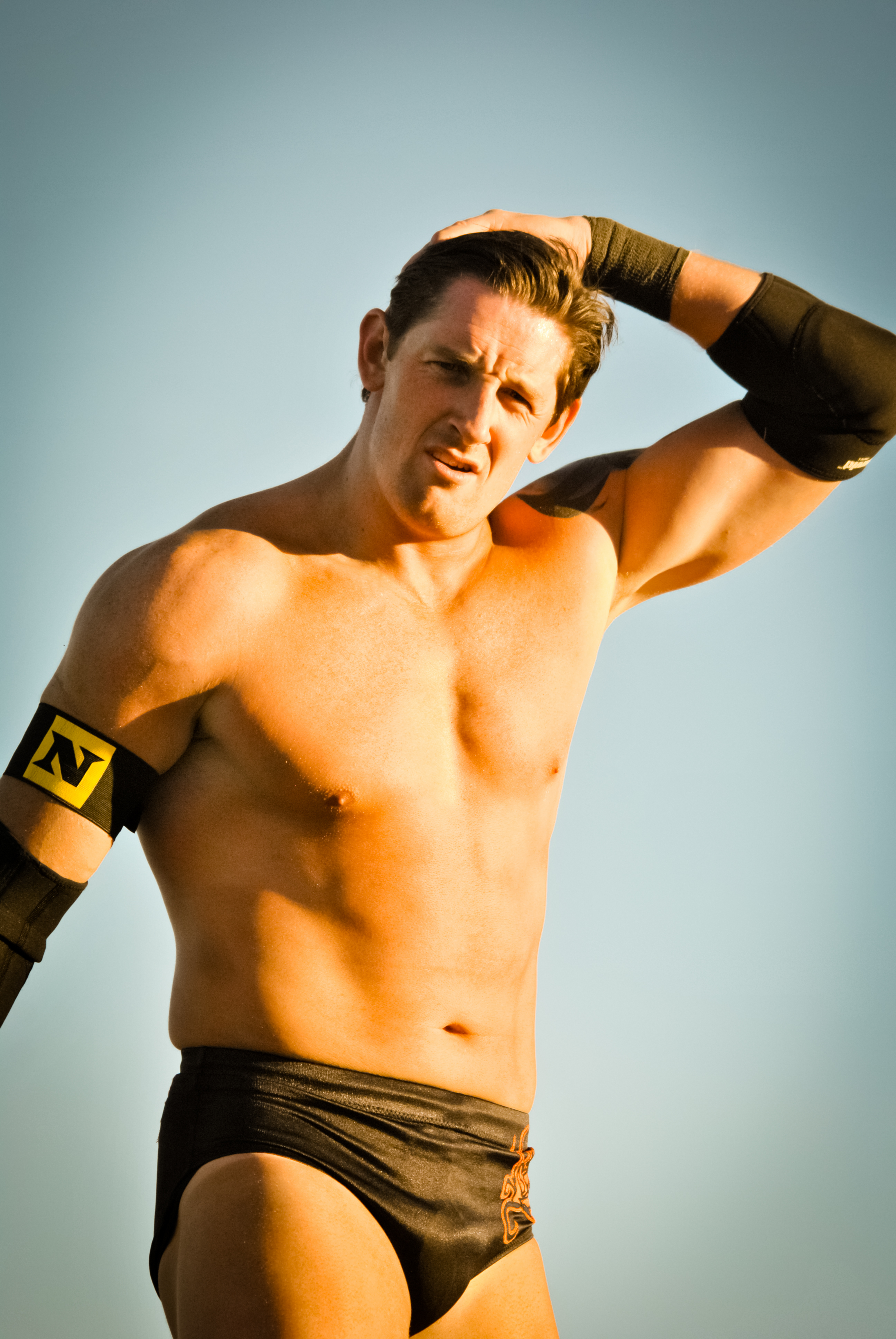
Barrett tại Florida Championship Wrestling trong năm 2010.

Bennett tham gia vào một tryout với World Wrestling Entertainment (WWE) trong năm 2007, và đã ký một hợp đồng phát triển với họ vào tháng 10 năm 2007. Anh được giao cho Ohio Valley Wrestling (OVW) theo tên gọi Stu Sanders, nơi anh đã bị đánh bại bởi Ace Steel trong trận đấu tối hôm đó. Sau đó anh thành lập một nhóm tag với Paul Burchill. và hai người phải đối mặt với Major Brothers ở một số trận đấu. Ngày 2 tháng 1 năm 2008 Sanders và Burchill đánh bại Colt Cabana và Charles Evans trong trận chung kết của một giải đấu cho OVW Southern Tag Team Championship Sanders và Burchill tổ chức. Tiêu đề cho gần hai tháng trước khi họ mất từ Los Locos (Ramón và Raúl) theo một cách bốn trận đấu cũng liên quan đến The Insurgency (Ali và Omar Akbar) và The Mobile Homers (Ted McNaler và Revolver Adam). 
Sau khi WWE kết thúc mối quan hệ với OVW như là một lãnh thổ phát triển, Sanders đã được chuyển đến Florida Championship Wrestling (FCW) với nhiều đô vật khác. Ngày 06 Tháng năm 2008, Sanders và Drew McIntyre, gọi chung là The Empire, đánh bại The Puerto Rican Nightmares (Eddie Colón và Eric Pérez) giành chức vô địch FCW Florida Tag Team Championship. Họ bị mất danh hiệu từ Lawrence Knight lúc ghi hình truyền hình đầu tiên FCW trên 17 Tháng 7. The team broke lên sau khi mất, và Sanders bắt đầu đấu vật theo tên thật của mình trước khi thay đổi Lawrence Knight tại 09 Tháng 10 ghi hình truyền hình FCW. Vào ngày 19 tháng 2 năm 2009, Knight đã thông báo rằng ông là người bình luận mới của FCW, cùng với Dusty Rhodes. Ông đã trở thành màu sắc bình luận do một chấn thương, trong đó ông Latissimus dorsi muscle của mình và yêu cầu phẫu thuật. Trong tháng 8 năm 2009, Bennett đã được đổi tên một lần với cái tên Wade Barrett, một phần đặt tên cho Wade Dooley. Bennett mô tả các đặc tính của Barrett là "một phần mở rộng của mặt tối của ông".Ông trở về trong -ring cạnh tranh trong FCW trong tháng 12 năm 2009.

### NXT và cựu lãnh đạo của The Nexus (2010 - 2011)
Anh được công bố vào ngày 16 tháng 2 năm 2010 rằng Barrett sẽ phải cạnh tranh về mùa giải đầu tiên của WWE NXT, và người thầy của anh là Chris Jericho, Ngày 11 tháng 5, Barrett đã được xếp hạng ở vị trí đầu tiên trong cuộc thăm dò ý kiến. Vào ngày 1 tháng sáu của NXT, Barrett giành được sự cạnh tranh tổng thể,. và hợp đồng WWE, bằng cách đánh bại David Otunga và Justin Gabriel trong đêm chung kết mùa

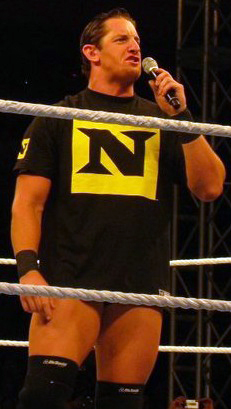
Barrett là thành viên của The Nexus trong tháng 9 năm 2010.

Vào ngày 7 tháng 9 của Raw Barrett đã dẫn đầu 1 cuộc tấn công của các tân binh NXT, và họ can thiệp sự kiện chính giữa John Cena và CM Punk, họ tấn công 2 đối thủ và tất cả nhân viên hiện đang có mặt ở Ring và phá huỷ tất cả thiết bị xung quanh. Trong tập theo của Raw, Barrett và các tân binh (trừ Daniel Bryan) yêu cầu họ được ký hợp đồng với WWE từ Raw GM Bret Hart, nhưng ông không đồng ý và đuổi họ khỏi WWE. Sau đó trong buổi trình diễn họ đã tấn công Bret Hart, trong Pay - Per - View Fatal 4 Way các tân binh đã can thiệp vào trận đấu dành WWE Championship. Đêm sau trên Raw Vince Mcmahon thông báo sẽ có 1 GM nhưng người này không xuất hiện, và người GM mới này đã thuê 7 tân binh vào WWE. Nhóm này đã tiếp tục gây sự, trong sự kiện chính họ đã tấn công Vince Mcmahon người được làm trọng tài. Nhóm được đặt tên là The Nexus. Các Nexus có mối thù với nhóm WWE tại SummerSlam 2010 đó chính là John Cena, Bret Hart, Chris Jericho, Edge, Daniel Bryan, R- Truth, John Morrison và kết quả họ thất bại. Sau trận đấu họ đuổi Darren Young và thù với John Cena, Night of Champions 2010 Barrett được tham gia trận tranh đai WWE ông đã không thành công với Six Pack Challenge, ông đã thách thức John Cena ở Hell in a Cell 2010 rằng nếu Cena thua anh phải là 1 thành viên của Nexus và cena cũng nói nếu anh thắng Nexus sẽ kết thúc. Trong Hell in a Cell Cena đã thua trận vì có sự giúp đỡ của Husky Harris và Michael McGillicutty 2 người này đã giả làm fan. Sau khi Cena là 1 thành viên của Nexus Barrett đã hâm doạ rằng nếu anh không thể thắng trận tranh đai WWE và nếu Cena chống cự Nexus anh sẽ bị đuổi khỏi WWE, Bragging Rights 2010 Barrett có 1 trận đấu với Randy Orton tranh đai WWE và anh đã thắng nhưng là disqualification từ Cena. Anh đã chửi Cena và 1 lời hâm doạ mới đó là nếu Survivor Series anh không lấy được đai WWE trừ Disqualification cena sẽ bị đuổi còn nếu anh thắng Cena sẽ được tự do. Survivor Series 2010 Cena được làm trọng tài của trận đấu tranh đai WWE giữa Barrett và Randy Orton kết quả Cena đã cho Randy chiến thắng. Barrett được tái đấu với Randy tranh đai WWE nhưng đã bị Cena tấn công. Cena đã tấn nhiều thành viên của Nexus, vài tuần sau đó Nexus đã yêu cầu Barrett có 1 trận đấu với Cena với điều kiện Cena sẽ được trở lại nếu thắng trận đấu còn nếu Barrett không đồng ý thì anh sẽ bị đuổi khỏi The Nexus, anh đồng ý cho Cena thêm 1 cơ hội trong WWE TlC 2010, Cena đã đối mặt với Barrett trong trận đấu Chair Match và anh thua. Barrett đã xuất hiện vào ngày 3 tháng 1 năm 2011 anh phải đối mặt với CM Punk người sắp thừa kế chức lãnh đạo của Nexus. Punk đã cho Barrett 1 cơ hội làm lại lãnh đạo của The Nexus với điều kiện anh phải thắng trận tay 3 steel cage Match để trở thành No.1 Contender, Punk chạy lên Cage giả vờ giúp Barrett nhưng mục đích của Punk là tháo băng tay và đá Barrett xuống. Đó là hành vi loại bỏ Barrett khỏi Nexus

## The Corre (2010 - 2011)

### Thù với Big Show
Sau khi Barrett bị đuổi khỏi The Nexus. Trong một show Smackdown vào ngày 7 tháng một trong trận đấu Fatal 4 Way giữa Cody Rhodes, Big Show, Drew McIntyre và Dolph Zigler anh chạy lên ring và tấn công Big Show và tuần sau ngày 14 tháng 1 và anh đã giải thích đó chỉ là một màn khởi đầu của mình trong Smackdown, cũng tối hôm đó anh có trận đấu với Big Show trong lúc đang đánh thì đột nhiên 2 thành viên cũ của The Nexus đó là Heath Slater và Justin Gabriel chạy lên giúp đỡ Barrett nhưng không thành, cũng ngay lúc đấy Ezekiel Jackson đột nhiên chạy lên ring và cùng với Barrett tấn công Big Show sau khi tấn công thành công Big Show, Ezekiel Jackson đã gia nhập nhóm của Barrett và The Corre đã được lập nên. Ngày 24 tháng 1 The Corre trở lại Raw và gây sự với Nexus. GM bí ẩn của Raw đã dành cuộc chiến giữa hai đội trưởng Barrett và CM Punk trọng tài là kẻ thù của họ John Cena và thủ lĩnh bên nhóm nào thua, nhóm đó sẽ không tham dự trận Royal Rumble 2011. Cena đã tấn công cả hai lúc trận đấu diễn ra, và có những quyết định hết sức kì quặc, mục đích là để cả hai nhóm không ai tham dự trận Royal Rumble, cuối cùng Cena cho trận đấu kết thúc với no winner, nhưng GM bí ẩn của Raw đã quyết định cả hai bên sẽ tham dự trận Royal Rumble kì này
Sau trận Royal Rumble 2011, trong ngày 4 tháng 1 của Smackdown, Big Show đã có 1 trận qualifiy với Barrett cho Smackdown Elimination Chamber Match 2011 Barrett đã chiến thằng nhờ sự giúp đỡ của The Corre. Ngày 20 tháng 2 tại Elimination Chamber Barrett bị loại bởi Big Show trong trận 6 Man Elimination Chamber Match.

### Mối thù với Big Show và Kane
Ngày 4 tháng 3 của Smackdown, The Corre đã gặp Kane trong một đoạn hậu trường, The Corre cung cấp cho Kane trong trận đấu chống lại Big Show. Kane phải đối mặt với Big Show nhưng bị loại sau khi The Corre giao cho Kane một chiếc ghế thép và ông sử dụng nó để đập Big Show. Phút sau khi Big Show bị The Corre tấn công, Gabriel đã vô tình té vào Kane và sau đó Kane lấy chiếc ghế đánh vào lưng của Gabriel và các thành viên còn lại của The Corre. Ngày 18 tháng 3 của Smackdown, Big Show và Kane tái hợp và trong một trận đấu WWE Tag Team Championship chống lại Slater và Gabriel, chiến thắng qua disqualification vì Gabriel kéo trọng tài ra khỏi ring, trong khi Big Show đã được pin Slater gây ra một chiến thắng bởi disqualification. Điều này khiến Big Show và Kane giành chiến thắng mà không có submission hoặc pinfall. Sau đó, Barrett và những thành viên khác của The Corre tấn công Big Show và Kane. Vào ngày 25 tháng 3 của Smackdown, Barrett đánh bại Kofi Kingston và giành chiến thắng đai WWE Intercontinental Championship, Barrett chính thức lấy được danh hiệu đầu tiên của mình tại WWE. The Corre đã tấn công Vladimir Kozlov khiến anh không thể tham gia trận đấu 8-man tag team match.
Tại WrestleMania XXVII, anh và các thành viên khác của The Corre thua Big Show, Kane, Santino Marella và Kofi Kingston người thay thế cho Kozlov trong trận đấu này.

## Trong đấu vật
- Chiêu Cuối Cùng
  - Spinebuster – FCW

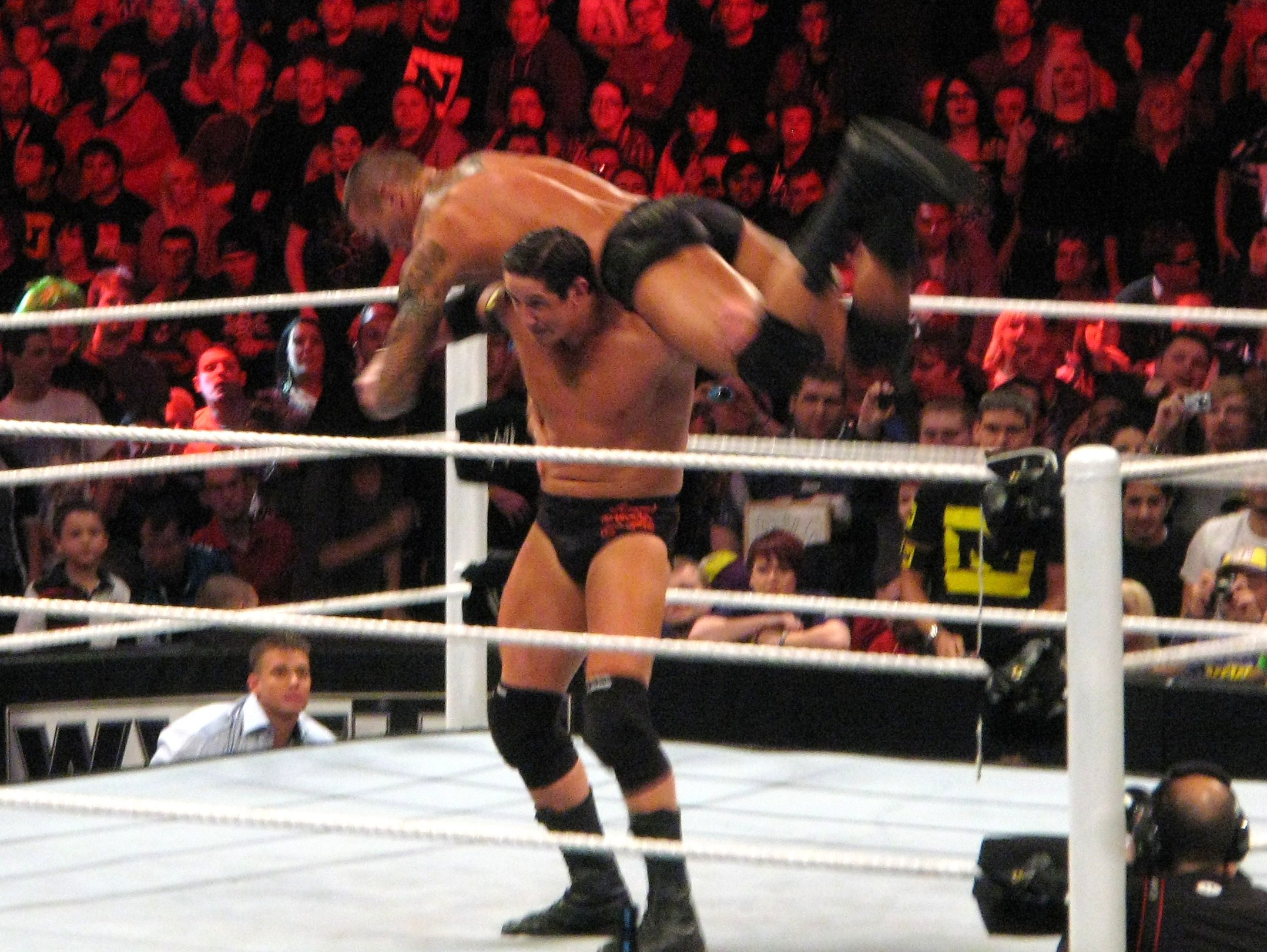
Barrett thực hiện Wasteland lên Randy Orton.

  - Wasteland (Forward fireman's carry slam)
  - power hammer
- Chiêu Phụ
  - Big boot
  - Diving elbow drop from the second rope
  - European uppercut
  - Powerbomb, sometimes dropped into a sitout position
  - Slingshot backbreaker
  - Spinning side slam
- Nicknames
  - "The Pinnacle" Stu Sanders
- Entrance themes
  - "Wild & Young" by American Bang
  - "We Are One" by 12 Stones (2010-2011)
  - "End of Days" by Shaman's Harvest (2011)
  - "End Of Days" (V4) by Emphatic (2011-present)

## Các chức vô địch và danh hiệu
- Dropkixx
  - Dropkixx IWC European Heavyweight Championship (1 time)
- Florida Championship Wrestling
  - FCW Florida Tag Team Championship (1 time) – with Drew McIntyre
- Ohio Valley Wrestling
  - OVW Southern Tag Team Championship (1 time) – with Paul Burchill
- Pro Wrestling Illustrated
  - PWI Feud of the Year (2010) – The Nexus vs. WWE
  - PWI Most Hated Wrestler of the Year (2010) – as part of The Nexus
  - PWI xếp hạng 19 trong số 500 đô vật xuất sắc nhất năm 2010
- Pro Wrestling Report
  - Breakthru Star of the Year (2010)
- World Wrestling Entertainment
  - WWE Intercontinental Championship (5 lần)
  - King of the ring (2015)
  - NXT (Season one)
  - Slammy Award for Shocker of the Year (2010) – the debut of The Nexus

## Xêm thêm
- The Nexus
- The Corre